# Polygondwanaland
Polygondwanaland je dvanaesti studijski album australskog rock-sastava King Gizzard & the Lizard Wizard. Objavljen je 17. studenoga 2017. pod licencijom otvorenoga koda; članovi skupine objavili su izvorne snimke pjesama na internetu i predali ih u javno vlasništvo. Četvrti je od pet albuma koje je grupa objavila 2017.

## O albumu
Naziv albuma stopljenica je riječi „polygon” i „Gondwanaland”.
Neko vrijeme prije službene objave njegova je demoinačica djelomično procurila na internet. To je izdanje potom bilo objavljeno na SoundCloudu, ali je ubrzo uklonjeno s tih stranica. Zato su novosti o nadolazećem uratku uglavnom uključivale govorkanja, a prema jednom od njih trebao je biti zadnji objavljeni album skupine te godine.
Pjesmu „Crumbling Castle”, koja se pojavila u demoinačici, sastav je odsvirao uživo već u rujnu 2016., no u kraćem obliku. Međutim, s obzirom na to da nekoliko mjeseci nije bila objavljena ni na jednom uratku skupine u vrijeme njezina osobito plodna razdoblja, pojavila su se govorkanja da je pjesma odbačena. I pjesma i njezin glazbeni spot objavljeni su 18. listopada 2017., točno godinu dana od objave prve izvedbe te pjesme na YouTubeu. Autentičnost spomenutih demosnimki na određeni je način potvrđena time što se u stihovima pjesme pojavljuje naziv albuma i što sadrži glazbene dionice jednake duljine kao inačica pjesme na demouratku.
Album je službeno najavljen 14. studenoga 2017. na službenom profilu skupine na Facebooku, koja je u objavi podijelila datum objave i omot albuma te izjavila: „Ovaj je album BESPLATAN. Besplatan upravo u tom značenju riječi[.]” U istoj je objavi potaknula obožavatelje da izrade vlastite primjerke albuma. Dodala je da neće prodavati album ni u kojem obliku te je originalne snimke objavila na internetu i dala ih u javno vlasništvo. Uradak se 18. studenoga pojavio na platformama za streaming (među kojima su Spotify i Apple Music). Datoteke koje sadrže originalne snimke i ilustracije mogu se preuzeti sa službenih stranica skupine za vlastitu upotrebu ili za izradu CD-ova i gramofonskih ploča.
Nakon najave više je izdavača izjavilo da će izraditi vlastite primjerke albuma. Među tim se izdavačima nalaze ATO Records, Blood Music, Needlejuice Records, Fuzz Cult Records i Greenway Records. Određeni su obožavatelji sastava na Facebooku i Kickstarteru pozivali na skupno financiranje izrade vlastitih inačica albuma.
Nakon što je uradak diljem svijeta objavilo 88 izdavača u 188 različitih inačica, diskografska kuća Flightless izjavila je da će objaviti i „službene primjerke” albuma.

## Popis pjesama
| 1.    | »Crumbling Castle«                  | Stu Mackenzie                       | 10:46 |
| 2.    | »Polygondwanaland«                  | Mackenzie                           | 3:33  |
| 3.    | »The Castle in the Air«             | Mackenzie, Joey Walker              | 2:48  |
| 4.    | »Deserted Dunes Welcome Weary Feet« | Mackenzie, Walker, Michael Cavanagh | 3:34  |
| 5.    | »Inner Cell«                        | Walker, Mackenzie, Cavanagh         | 3:56  |
| 6.    | »Loyalty«                           | Walker, Mackenzie, Cavanagh         | 3:39  |
| 7.    | »Horology«                          | Walker, Mackenzie, Cavanagh         | 2:52  |
| 8.    | »Tetrachromacy«                     | Mackenzie, Walker, Cavanagh         | 3:31  |
| 9.    | »Searching...«                      | Mackenzie                           | 3:04  |
| 10.   | »The Fourth Colour«                 | Mackenzie                           | 6:13  |
| 43:54 |                                     |                                     |       |

## Recenzije
| Zbirne ocjene  | Zbirne ocjene |
| Izvor          | Ocjena        |
| -------------- | ------------- |
| Metacritic     | 78/100        |
| Recenzije      |               |
| Izvor          | Ocjena        |
| AllMusic       | [ 4 ]         |
| Classic Rock   | [ 14 ]        |
| Loud and Quiet | 9/10          |
| Pitchfork      | 7,2/10        |
| Sputnikmusic   | 4,5/5         |

Polygondwanaland je dobio uglavnom pozitivne kritike. U recenziji za AllMusic Tim Sendra dao mu je četiri zvjezdice od njih pet i izjavio je: „Budući da su članovi sastava na nj uvrstili sve različite zvučne ukrase kojima su se poslužili u prošlosti u potrazi za dobrim pjesmama, a ne kakvim većim konceptom, uradak bi mogao postati nezamjetljiv, ali će biti odličan svima koje neće otjerati manjak teatralnosti. Pjesme poput sablasno obuzdane 'Searching', divlje 'The Fourth Colour', plemenske 'The Castle in the Air' ili brujeće naslovne pjesme plod su rada skupine koja posve vlada procesom i ishodom.” JR Moores u recenziji za Quietus zaključio je: „Polygondwanaland je jedno od njihovih najkvalitetnijih putovanja dosad; ne samo ove godine nego bilo koje.”
Pitchfork mu je dao 7,2 boda od njih deset i postavio ga na 17. mjesto popisa 20 najboljih rock-albuma iz 2017. Everett True u recenziji za časopis Classic Rock dao mu je dvije i pol zvjezdice od njih pet i zaključio je: „Ovo je u cjelini skup neslušljivih, uzrujanih, ponavljajućih i besciljnih ritmova, ali ih svejedno volimo.”

## Zasluge
| King Gizzard & the Lizard Wizard - Michael Cavanagh – bubnjevi (na prvih osam pjesama); udaraljke (na 1., 2., 3., 8. i 10. pjesmi); staklena marimba (na pjesmi „Crumbling Castle”) - Cook Craig – električna gitara (na 1., 8. i 10. pjesmi); sintesajzer (na 9. i 10. pjesmi) - Ambrose Kenny-Smith – usna harmonika (na 1., 3., 8. i 10. pjesmi); vokali (na 8. i 10. pjesmi) - Stu Mackenzie – vokali; električna gitara (na 1., 2., 4., 7., 8. i 10. pjesmi); bas-gitara (osim na 2., 8. i 10. pjesmi); akustična gitara (na 2., 4., 8., 9. i 10. pjesmi); sintesajzer; flauta (osim na 4., 9. i 10. pjesmi); staklena marimba (na pjesmi „Crumbling Castle”); melotron (na 2. i 4. pjesmi); udaraljke (na pjesmi „Searching...”); snimanje (6. i 9. pjesme); dodatno snimanje; produkcija - Lucas Skinner – bas-gitara (na pjesmi „The Fourth Colour”); sintesajzer (na pjesmi „Horology”) - Joey Walker – električna gitara (na 1., 3., 5., 6., 7. i 10. pjesmi); akustična gitara (na 3. i 5. pjesmi); bas-gitara (na 1., 2., 4. i 8. pjesmi); sintesajzer (na 5., 6., 7., 9. i 10. pjesmi); vokali (osim na pjesmi „Searching...”); udaraljke (osim na 4., 6. i 9. pjesmi); dodatno snimanje | Dodatni glazbenici - Leah Senior – naracija (na pjesmi „The Castle in the Air”) Ostalo osoblje - Casey Hartnett – snimanje (2., 5., 7. i 8. pjesme) - Ryan K. Brennan – snimanje (1. i 10. pjesme) - Sam Joseph – miksanje - Joe Carra – mastering - Jason Galea – ilustracije, omot albuma |